# Tuscarawas (Ohio)
Pour les articles homonymes, voir Tuscarawas.
La ville de Tuscarawas (en anglais [ˌtʌskəˈrɑːwəs]) est située dans le comté de Tuscarawas, dans l’État de l’Ohio, aux États-Unis. Sa population s’élevait à 1 056 habitants lors du recensement de 2010, estimée à 1 048 habitants en 2018.

## Histoire
La localité a été fondée sous le nom de Trenton.

## Démographie
| Groupe            | Tuscarawas | Ohio | États-Unis |
| ----------------- | ---------- | ---- | ---------- |
| Blancs            | 99,0       | 82,7 | 72,4       |
| Asiatiques        | 0,5        | 1,7  | 4,8        |
| Métis             | 0,5        | 2,1  | 2,9        |
| Afro-Américains   | 0,1        | 12,2 | 12,6       |
| Autres            | 0          | 1,4  | 7,3        |
| Total             | 100        | 100  | 100        |
|                   |            |      |            |
| Latino-Américains | 0,4        | 3,1  | 16,7       |

Selon l'American Community Survey, pour la période 2011-2015, 98,44 % de la population âgée de plus de 5 ans déclare parler anglais à la maison, alors que 1,15 % déclare parler le néerlandais et 0,41 % l'allemand.

## Source
- (en) Cet article est partiellement ou en totalité issu de l’article de Wikipédia en anglais intitulé « Tuscarawas, Ohio » (voir la liste des auteurs).

1. ↑  « Population and Housing Unit Estimates » (consulté le 4 juillet 2019)
2. ↑  « Census of Population and Housing », Census.gov (consulté le 4 juin 2015)
3. ↑  (en) « Tuscarawas, OH Population - Census 2010 and 2000 », sur censusviewer.com (consulté le 23 mars 2016).
4. ↑  (en) « Population of Ohio - Census 2010 and 2000 », sur censusviewer.com (consulté le 23 mars 2016).
5. ↑  (en) « Language spoken at home by ability to speak English for the population 5 years and over », sur factfinder.census.gov.